# Octavius (koning)
Octavius (Welsh: Eydaf, Eudaf Hen) was volgens de legende, zoals beschreven door Geoffrey van Monmouth, koning van Brittannië. Hij heerste toen Constantijn de Grote (ca. 273 0f 280-337) keizer van Rome was.
Constantijn was tot koning van de Britten gekroond toen zijn vader Constantius I Chlorus stierf in 306 in York. Toen Constantijn aan macht won, moest hij Brittannië verlaten om in Rome leiding te geven aan het Romeinse rijk. Octavius, toen hertog van de Keltische stam der Gewissei, zag zijn kans schoon en rebelleerde tegen het Romeinse gezag. De proconsul werd vermoord en Octavius kroonde zichzelf tot koning.
Constantijn reageerde door drie legioenen te sturen onder commando van zijn oudoom Trahern, de broer van de overleden Old King Cole. Trahern veroverde Kaerperis, en Octavius moest alle legers verzamelen om de Romeinse legioenen te weerstaan. Net buiten Winchester werd slag geleverd, die door Octavius werd gewonnen. Trahern vluchtte naar Alba, en sloeg daar aan het plunderen. Octavius voelde zich gedwongen te reageren, en er werd slag geleverd in Westmorland. Dit keer verloor Octavius, waarna hij het land ontvluchtte. Trahern nam de Britse kroon over.
Octavius vluchtte naar Noorwegen, waar hij hulp zocht bij koning Gunbert. In Brittannië lokten zijn volgelingen Trahern bij Londen in de val, en vermoordden hem, zodat Octavius terug kon keren. Eenmaal terug verpletterde hij de Romeinse legers, en claimde opnieuw de Britse troon, waarna hij onvoorstelbare rijkdom en prestige verwierf.
Na enkele jaren besloot Octavius zijn enige dochter, Elen Luyddog (Sint Helen), aan de Romeinse keizer Magnus Maximus (335?-388) (bij Van Monmouth genoemd Maximianus) uit te huwelijken. Na een korte strijd met zijn neef, Cononus Meridiadoctus, werd de kroon van Brittannië aan Maximianus gegeven, en Octavius trad af.